# Kursk (film)
Kursk, noto anche col titolo The Command, è un film del 2018 diretto da Thomas Vinterberg.
La pellicola, con protagonisti Matthias Schoenaerts, Léa Seydoux e Colin Firth, è l'adattamento cinematografico del libro del 2002 A Time to Die scritto da Robert Moore sull'incidente del sottomarino K-141 Kursk, avvenuto il 12 agosto 2000.

## Trama
Nel 2000 il sottomarino russo K-141 Kursk va incontro a un disastro senza precedenti che la negligenza del governo non è in grado di gestire. Mentre i marinai lottano per la loro sopravvivenza, i familiari sono costretti a fronteggiare disperatamente gli ostacoli politici e burocratici, tentando l'impossibile per salvare i propri cari.

## Produzione
Le riprese del film, il cui budget è stato di 20 milioni di dollari, sono state effettuate tra Belgio, Norvegia, Romania e Francia tra l'aprile e il luglio 2017.
In particolare, le scene ambientate nella cittadina di Vidyayevo, sono state girate in Romania nella città di Vulcan nei quartieri Dallas e Traian.

## Promozione
Il primo trailer del film viene diffuso il 6 settembre 2018.

## Distribuzione
Il film è stato presentato al Toronto International Film Festival il 6 settembre 2018 e poi distribuito nelle sale cinematografiche francesi a partire dal 7 novembre dello stesso anno.